# Karahan (Van)
Karahan (türkisch für schwarze Herberge) ist ein Dorf im Landkreis Muradiye der türkischen Provinz Van. Es liegt am nordöstlichen Ufer des Vansees an der Mündung des Flusses Bendimahi Çay. Durch Karahan führt die Europastraße 99 (nach Norden D 975).
In Karahan wurden zwei Fels-Inschriften des urartäischen Herrschers Menua gefunden. Sie sind in assyrischer Keilschrift ausgeführt. Beide Inschriften sind beschädigt, von der zweiten (Nr. 43 bei Harutjunjan) ist nur die standardisierte Fluchformel erhalten.
Die Inschrift berichtet vom Bau eines Turmtempels (susi) und einer Festung auf jungfräulichem Gelände ("nichts war hier gebaut"). Außerdem legte Menua Wingerte und Fruchtgärten an. Die Festung trug den Namen Arzuniuli. Außer dem Reichsgott Ḫaldi erwähnt die Inschrift auch den Gott Ua, vielleicht eine lokale Gottheit.